# Robert Victor
Robert Paul Victor, más conocido en la literatura bajo el seudónimo de Jacques Baïf (15 de febrero de 1904, La Roche-sur-Yon - 31 de enero de 1977, distrito 15 de París), fue un oficial naval, escritor, diplomático francés e integrante de la resistencia francesa.

## Biografía
Nació el 15 de febrero de 1904 en La Roche-sur-Yon, hijo de Émilien Léon Edmond Robert, afinador profesional de pianos, y Marie Baillif. fue alumno a bordo del buque escuela Jacques Cartier de 1924 a 1930 (5ª clase), tras el bachillerato obtuvo el título de capitán, así como el grado de alférez de reserva de 1ª clase en junio de 1930, y se convirtió en oficial de la marina mercante. Al mismo tiempo, inició una carrera literaria a partir de 1933 bajo el seudónimo de “Jacques Baïf”.
Fue piloto en el Canal de Suez desde 1936, y fue movilizado en septiembre de 1939 pero se lo mantuvo en misión especial en el canal hasta mayo de 1940, antes de ser mandado a una misión bajo las órdenes de las autoridades navales de Beirut y las autoridades navales británicas del canal entre el 31 de mayo al 11 de julio. El 12 de julio se alistó en las Fuerzas Navales Francesas Libres en El Cairo y se incorporó a la tripulación del transatlántico Félix Roussel, rearmado en agosto y transformado en transporte de tropas y municiones, a bordo del cual navegó el Mar Rojo y el Océano Índico desde el 12 de agosto de 1940 al 1 de marzo de 1941.2,3.
En marzo de 1941, tras recibir dos torpedos, el Félix Roussel quedó fuera de servicio, y fue llevado a reparación. Mientras esperaba que se completara el trabajo, Robert Victor dio una conferencia a los franceses libres en Bombay el día 31 sobre François Mauriac, su tío por matrimonio. En vista de su éxito, fue nombrado director de la Sección Francesa de la Oficina de Información en la India británica y de la oficina de información de la Francia libre y luego combatiente, en Nueva Delhi, del 3 de abril de 1941 al 1 de marzo de 1944 y creó la reseña Francia-Este. Editada por la Sección Francesa de la Oficina de Información, esta revista, considerada de gran calidad, se distribuye por India, Afganistán, Irán y todo Oriente Medio; su tirada pasó entonces de 2.000 a 8.000 ejemplares y su volumen de 64 a 144 páginas.2,5,6,7,3.
Ascendido a teniente el 2 de marzo de 1943, el Comisionado de Información lo asignó al gabinete del general de Gaulle en Argel de mayo a agosto de 1944, luego a París de septiembre de 1944 a diciembre de 1945. El 25 de octubre de 1945, se incorporó al Ministerio de Relaciones Exteriores, como cónsul de 2ª clase (marco complementario).1,3 Desmovilizado el 1 de diciembre de 1945,(3) fue nombrado Cónsul Adjunto en Montreal, "con la misión especial de ocuparse de los asuntos culturales".8 Posteriormente, se desempeñó como secretario en la embajada en Río de Janeiro de 1947(1) a 1948, como cónsul de Francia en Melilla de 1949 a 1952(9), luego en Puerto España(1) de 1952 a 1958, antes de ser destinado en la administración central (información y prensa) de 1958 a 1960, luego como cónsul general en Liverpool de 1960 a 1964, como segundo consejero en Canberra de 1964 a 1967, finalmente, como cónsul general en Abiyán de febrero de 1968 a 1970.9,10,2
Al mismo tiempo, siguió una carrera como oficial de reserva en la Marina y terminó como capitán de corbeta de reserva1.
En 1946 se incorporó a la Asociación de Franceses Libres, donde integró el comité directivo nacional, y presidió la comisión de la Revue de la France Libre2,3.